# Western Football League
De Western Football League is een Engelse regionale voetbalcompetitie voor clubs uit de regio's Bristol, Cornwall, Devon, Somerset, West-Dorset en delen van Gloucestershire en Wiltshire.
De competitie bestaat uit twee divisies, namelijk de Premier Division en Division One, die deel uitmaken van respectievelijk het negende en tiende niveau in de Engelse voetbalpiramide.
De kampioen van de Premier Division komt in aanmerking voor promotie naar Division One South & West van de Southern League. Promotie naar Division One kan worden afgedwongen door clubs die uitkomen in competities op het elfde niveau, namelijk de Gloucestershire County League, de Somerset County League, de Dorset Premier League en de Wiltshire League. Ook vanuit de South West Peninsula League is promotie naar de Western League mogelijk, maar aangezien deze competitie deel uitmaakt van het tiende niveau, promoveren de betreffende clubs rechtstreeks naar de Premier Division.

## Vorige kampioenen
| Jaar    | Kampioen                                   |
| ------- | ------------------------------------------ |
| 1893    | Warmley                                    |
| 1894    | Warmley                                    |
| 1895    | Hereford Thistle                           |
| 1896    | Warmley                                    |
| 1897    | Warmley                                    |
| 1898    | Bristol City                               |
| 1899    | Swindon Town                               |
| 1900    | Bristol Rovers                             |
| 1901    | Portsmouth                                 |
| 1902    | Portsmouth                                 |
| 1903    | Portsmouth                                 |
| 1904    | Tottenham Hotspur                          |
| 1905    | Plymouth Argyle                            |
| 1906    | Queens Park Rangers                        |
| 1907    | West Ham United Reserves                   |
| 1908    | Millwall                                   |
| 1909    | Millwall                                   |
| 1910    | Treharris                                  |
| 1911    | Bristol City Reserves                      |
| 1912    | Welton Rovers                              |
| 1913    | Bristol Rovers Reserves                    |
| 1914    | Cardiff City Reserves                      |
| 1915-19 | Geen competitie i.v.m. Eerste Wereldoorlog |
| 1920    | Douglas                                    |
| 1921    | Bristol City Reserves                      |
| 1922    | Yeovil and Petters United                  |
| 1923    | Weymouth                                   |
| 1924    | Lovells Athletic                           |
| 1925    | Yeovil and Petters United                  |

| Jaar    | Kampioen                                   |
| ------- | ------------------------------------------ |
| 1926    | Bristol City Reserves                      |
| 1927    | Bristol City Reserves                      |
| 1928    | Plymouth Argyle Reserves                   |
| 1929    | Bristol Rovers Reserves                    |
| 1930    | Yeovil and Petters United                  |
| 1931    | Exeter City Reserves                       |
| 1932    | Plymouth Argyle Reserves                   |
| 1933    | Exeter City Reserves                       |
| 1934    | Bath City                                  |
| 1935    | Yeovil and Petters United                  |
| 1936    | Bristol Rovers Reserves                    |
| 1937    | Bristol Rovers Reserves                    |
| 1938    | Bristol City Reserves                      |
| 1939    | Lovells Athletic                           |
| 1940    | Trowbridge Town                            |
| 1941-45 | Geen competitie i.v.m. Tweede Wereldoorlog |
| 1946    | Bristol Rovers Reserves                    |
| 1947    | Trowbridge Town                            |
| 1948    | Trowbridge Town                            |
| 1949    | Glastonbury                                |
| 1950    | Wells City                                 |
| 1951    | Glastonbury                                |
| 1952    | Chippenham Town                            |
| 1953    | Barnstaple Town                            |
| 1954    | Weymouth Reserves                          |
| 1955    | Dorchester Town                            |
| 1956    | Trowbridge Town                            |
| 1957    | Poole Town                                 |
| 1958    | Salisbury                                  |

| Jaar | Kampioen                |
| ---- | ----------------------- |
| 1959 | Yeovil Town Reserves    |
| 1960 | Torquay United Reserves |
| 1961 | Salisbury               |
| 1962 | Bristol City Reserves   |
| 1963 | Bristol City Reserves   |
| 1964 | Bideford                |
| 1965 | Welton Rovers           |
| 1966 | Welton Rovers           |
| 1967 | Welton Rovers           |
| 1968 | Bridgwater Town         |
| 1969 | Taunton Town            |
| 1970 | Glastonbury             |
| 1971 | Bideford                |
| 1972 | Bideford                |
| 1973 | Devizes Town            |
| 1974 | Welton Rovers           |
| 1975 | Falmouth Town           |
| 1976 | Falmouth Town           |
| 1977 | Falmouth Town           |
| 1978 | Falmouth Town           |
| 1979 | Frome Town              |
| 1980 | Barnstaple Town         |
| 1981 | Bridgwater Town         |
| 1982 | Bideford                |
| 1983 | Bideford                |
| 1984 | Exmouth Town            |
| 1985 | Saltash United          |
| 1986 | Exmouth Town            |
| 1987 | Saltash United          |

| Jaar | Kampioen            |
| ---- | ------------------- |
| 1988 | Liskeard Athletic   |
| 1989 | Saltash United      |
| 1990 | Taunton Town        |
| 1991 | Mangotsfield United |
| 1992 | Weston Super Mare   |
| 1993 | Clevedon Town       |
| 1994 | Tiverton Town       |
| 1995 | Tiverton Town       |
| 1996 | Taunton Town        |
| 1997 | Tiverton Town       |
| 1998 | Tiverton Town       |
| 1999 | Taunton Town        |
| 2000 | Taunton Town        |
| 2001 | Taunton Town        |
| 2002 | Bideford            |
| 2003 | Team Bath           |
| 2004 | Bideford            |
| 2005 | Bideford            |
| 2006 | Bideford            |
| 2007 | Corsham Town        |
| 2008 | Truro City          |
| 2009 | Bitton              |
| 2010 | Bideford            |
| 2011 | Larkhall Athletic   |
| 2012 | Merthyr Town        |
| 2013 | Bishop Sutton       |
| 2014 | Larkhall Athletic   |
| 2015 | Melksham Town       |
| 2016 | Odd Down            |
| 2017 | Bristol Manor Farm  |